# ケータイデータお預かりサービス
ケータイデータお預かりサービス（ケータイデータおあずかりサービス）は、ドコモ安心サービスの機能のひとつ。電話帳やメール、写真のバックアップをリモートでとることができるサービスである。以前の名称は、電話帳お預かりサービスであったが、2009年冬モデルから名称を変更し、バックアップ項目が最大12種類と増えている。

## 概要
NTTドコモの携帯電話のアドレス帳や写真、メールなどをNTTドコモのサーバにバックアップがとれる。またメールアドレスを変更した際など、友人に一斉通報できる。さらに写真は保存だけでなくPCでの編集ができる。
バックアップは携帯電話または、PCからの手動でのバックアップをとる方法と、定期的に自動でバックアップを問う方法がある。誤ってサーバ上のアドレスを消してしまっても、復活することも可能。
アドレス帳や写真の編集などで、パソコンで利用する場合My docomoサイトからアクセスし、利用する。
携帯電話からは、機種の機能としてバックアップをとるか、iモードでアクセスしバックアップをとることができる。
csv形式のファイルをMydocomoサイトから、パソコンにダウンロードし、ドコモケータイdatalinkを使って編集などもできる。
iモードメールをPCやスマートフォンのブラウザで送受信するサービスである、iモード.netを利用する場合、本サービスを利用していれば、iモード.net用のアドレス帳として利用が可能となる。
2009年1月7日から、保存容量が4MBから100MBに拡大した。
- 利用料　100円/月（2009年6月1日より、初月無料）
- 利用可能機種　902is以降の機種（対応していない機種もある）

### バックアップが可能なもの
機種によって預かれるデータが変わる。
- アドレス帳
- iモードメール
- トルカ
- 写真
- スケジュール
- メール
- Bookmark
- 動画
- テキストメモ
- 着メロ
- 設定情報
- 現在地通知先
- ToDo

## スマートフォン
2011年3月15日より、NTTドコモではドコモ スマートフォンでも電話帳のバックアップサービスを開始すると発表した。保存可能容量は100MB（または3000件）となり、バックアップやリストア機能などを備えている。しかし、2011年3月11日に発生した、東北地方太平洋沖地震によるネットワークの負荷を考慮して、サービス時期を後ろ倒しをするとしている。

## 法人での利用
ビジネスmopera安心マネージャーの機能で、電話帳お預かりサービスの機能以上のことができる。
- アドレス帳の遠隔削除
- 共有アドレス帳